# Nazi Concentration Camps
Nazi Concentration Camps is een officiële documentaire van het United States Department of Defense, uit 1945. Het is een compilatie van filmbeelden uit diverse Duitse concentratiekampen. Onder andere de kampen Buchenwald, Breendonk, Mittelbau-Dora en Bergen-Belsen komen aan bod. De film bevat schokkende getuigenissen van de misdaden die er hebben plaatsgevonden.

## Achtergrond
De film is samengesteld uit een groot archief van filmmateriaal, dat door de geallieerden in de diverse kampen is geschoten. De film was onderdeel van de bewijsstukken bij de Processen van Neurenberg, onder anderen tegen Hermann Göring.

## Verwijzingen
- (en)   Nazi Concentration Camps in de Internet Movie Database
- Nazi Concentration Camps op het Internet Archive (Let op! Bevat beelden die als schokkend kunnen worden ervaren)